# Fontos Magda
Fontos Magda (Debrecen, 1927. július 14. –) magyar színésznő.

## Életpályája
Gyerekszínészként indult pályája, a debreceni Csokonai Színházban, majd az Ifjúsági Színházban szerepelt. 1955-től az egri Gárdonyi Géza Színház szerződtette. 1959-től egy évadot Miskolci Nemzeti Színház ban töltött. 1961-től a Pest Megyei Petőfi Színpad, 1965-től Magyar Néphadsereg Művészegyüttesének volt a tagja. 1969-től 1976-ig a kaposvári Csiky Gergely Színház színésznője volt.

## Fontosabb színházi szerepei
- Euripidész: Bakkhánsnők.... Inó
- Giordano Bruno: A gyertyaöntő.... Marta
- Vaszilij Vasziljevics Kandinszkij: Az idegen gyermek.... Rája
- Konsztantyin Andrejevics Trenyov: Ljubov Jarovaja.... Virágáruslány
- Konsztantyin Andrejevics Trenyov: A Néva partján.... Ludmilla
- Ernst Nebhut: Ketten Párizsban.... Simone, Nicole barátnője
- John Reed: Tíz nap, amely megrengette a világot.... Markotányosnő
- Szigligeti Ede: Liliomfi.... Mariska
- Gárdonyi Géza: Egri csillagok.... Cecey Éva
- Gárdonyi Géza: Ida regénye.... Ida
- Molnár Ferenc: A doktor úr.... Sárkányné
- Kállai István: Férjek a küszöbön.... Magda
- Kállai István: Majd a papa.... Éva
- Halász Szabolcs: Tizenkét lakáskulcs.... Edit
- Kertész Imre: Bekopog a szerelem.... Kati
- Nagy László: A szerencse szélhámosa (A füstbe ment terv).... Baba
- Horváth Dezső: Pávaszem kisasszony.... Meluzina, az erdők tündére
- Hárs László: A titkos örs.... Csülök
- Szűcs György – Fülöp Kálmán – Kalmár Tibor: Balatoni szerelem.... Almási Ilona
- Barabás Tibor – Gádor Béla – Darvas Szilárd: Állami áruház.... Novákné
- Oscar Straus: Varázskeringő.... Franci, egy női zenekar karmestere
- Leo Fall: Sztambul rózsája.... Midili Hannum
- Leo Fall: Pompadour.... Babette, komorna
- Hervé: Nebáncsvirág.... Denise
- Iszaak Oszipovics Dunajevszkij: Szabad szél.... Pepita
- Pjotr Iljics Csajkovszkij – Josef Klein: Diadalmas asszony.... Szonja, markotányosnő
- Jurij Szergejevics Miljutyin: Nyugtalan boldogság.... Tánya
- Leonyid Makszimovics Leonov: Aranyhintó.... Rájecska, titkárnő
- Peter Bejach: A lehetetlen nő.... Katrin
- Schönthan testvérek – Kellér Dezső – Horváth Jenő – Szenes Iván: A szabin nők elrablása.... Irma
- Szirmai Albert – Bakonyi Károly – Gábor Andor: Mágnás Miska.... Marcsa
- Ábrahám Pál: Viktória.... Riquette
- Ábrahám Pál: Bál a Savoyban.... Daisy Parker
- Ábrahám Pál: Viktória.... Ach-Wong
- Eisemann Mihály – Baróti Géza: Bástyasétány 77.... Anna
- Eisemann Mihály – Békeffi István: Egy csók és más semmi.... Teca
- Farkas Ferenc: Csinom Palkó.... Éduska, Rosta lánya
- Fényes Szabolcs: Maya.... Barbara
- Lehár Ferenc: A mosoly országa.... Mi
- Kálmán Imre: Csárdáskirálynő.... Stázi
- Kálmán Imre: A montmartre-i ibolya.... Ninon
- Kálmán Imre: Cirkuszhercegnő.... Mabel; Slukkné
- Kálmán Imre: A Bajadér.... Marietta, La Tourelle felesége
- Kálmán Imre: Marica grófnő.... Liza
- Kálmán Imre: Zsuzsi kisasszony.... Zsuzsi, postáskisasszony
- Huszka Jenő: Mária főhadnagy.... Panni
- Zerkovitz Béla: Csókos asszony.... Rica Maca
- Jacobi Viktor: Sybill.... Sarah
- Jacobi Viktor: Leányvásár.... Bessy
- Behár György: Fekete rózsa.... Elisabeth Liechtenstein, Franz Liechtenstein herceg felesége

## Filmek, tv
- Csaló az üveghegyen (1977)
- Három szabólegények (1982)